# Réalmont
Réalmont település Franciaországban, Tarn megyében. Lakosainak száma 3542 fő (2022. január 1.). Réalmont Lombers, Saint-Genest-de-Contest, Vénès és Terre-de-Bancalié községekkel határos.

## Népesség
A település népessége az elmúlt években az alábbi módon változott:
| Lakosok száma | 3330 | 3379 | 3456 | 3418 | 3449 | 3480 | 3501 | 3529 | 3542 |
|               | 2013 | 2015 | 2016 | 2017 | 2018 | 2019 | 2020 | 2021 | 2022 |